# Schutzziel (Brandschutz)
Schutzziele sind Aussagen bzw. Definitionen über ein Sicherheitsniveau, das im Minimum erreicht werden soll. Im Bereich des abwehrenden Brandschutzes wird darunter vereinfacht formuliert das Schutzniveau verstanden, das eine Feuerwehr oder eine baulich-technische Löscheinrichtung gewährleisten soll.

## Definition
Mit Hilfe einer Gefahren- und Risikoanalyse wird das Gefährdungspotenzial in einer Gemeinde ermittelt. Das Schutzziel stellt das gewünschte Sicherheitsniveau dar. Es legt fest, welche Leistungsfähigkeit die örtliche Feuerwehr haben soll, um den Gefahren in der Gemeinde wirksam begegnen zu können. Unter Berücksichtigung der gesetzlichen Sicherstellungspflicht ist das in einer Kommune gewünschte Schutzziel (Schutzniveau) eine politische Entscheidung.
Bei der Definition eines Schutzziels als Qualitätskriterium für die Leistungsfähigkeit einer öffentlichen Feuerwehr wird festgelegt:
- in welcher Zeit (Hilfsfrist),
- mit wievielen Einsatzkräften und Einsatzmitteln (Funktionsstärke) und
- in wie viel Prozent der Fälle (Zielerreichungsgrad)

die Feuerwehr am Schadensort eintreffen soll.
Das Schutzziel ist in der Regel Teil des Brandschutzbedarfsplans einer Kommune. Ein solcher Brandschutzbedarfsplan beinhaltet:
- die Beschreibung des Ist-Zustandes der Feuerwehren einer Verwaltungseinheit,
- die gewünschten Schutzziele,
- eine Berechnung des Schutzzielerreichungsgrades aus den Ist-Daten,
- sowie aus den Soll/Ist-Abweichungen abgeleitet den Handlungsbedarf, um die Risikobewältigungsfähigkeiten auf das im Schutzziel vereinbarte Maß hin zu optimieren.[4]

## Schutzzielbestimmung gemäß Arbeitsgemeinschaft der Leiter der Berufsfeuerwehren
Im In- und Ausland gilt als dimensionierendes Schadensereignis das Brandereignis, welches regelmäßig die größten Personenschäden fordert. In deutschen Städten ist dies der Wohnungsbrand im Obergeschoss eines mehrgeschossigen Gebäudes bei verrauchten Rettungswegen (kritischer Wohnungsbrand). Dieses „standardisierte Schadensereignis“ liefert die Bezugsgröße für das von der Arbeitsgemeinschaft der Leiter der Berufsfeuerwehren (AGBF) entwickelte und als anerkannte Regel der Technik geltende Schutzziel für deutsche Städte.
1. Teil des Schutzziels: Innerhalb von 8 Minuten nach Alarmierung (1. Hilfsfrist), sollen 10 Brandschutzkräfte (1. Funktionsstärke) an der Einsatzstelle eingetroffen sein.
2. Teil des Schutzziels: Innerhalb von 13 Minuten nach Alarmierung der Feuerwehr (2. Hilfsfrist), sollen 6 weitere Brandschutzkräfte (2. Funktionsstärke) zur Unterstützung an der Einsatzstelle eingetroffen sein.

Die ersteintreffende Einheit soll für einen Erstangriff zur Menschenrettung und Brandbekämpfung über ein Löschfahrzeug, ein Hubrettungsfahrzeug sowie einen Einsatzleitwagen verfügen, und aus mindestens vier Atemschutzgeräteträgern bestehen. Die zweiteintreffende Unterstützungseinheit soll über ein weiteres Löschfahrzeug verfügen und aus mindestens 2 weiteren Atemschutzgeräteträgern bestehen. Spätestens mit Eintreffen der zweiten Einheit muss ein Zug- oder Verbandsführer als Einsatzleiter tätig werden.

## Schutzzieldefinition im anlagentechnischen Brandschutz
Das Schutzziel soll die eigentliche Leistungsfähigkeit, z. B. die einer Löschanlage, definieren. Es definiert durch seine Ansprüche unter anderem die Planungsgrundlage für die daraus geforderte Technik. Dadurch sagen Schutzziele aus, dass durch Maßnahmen verschiedener Art gewisse Mindest-Sicherheitsniveaus gehalten werden sollen.

## Beispiele für Schutzzieldefinitionen
- Die Brandausbreitung von einem betroffenen Objekt muss wirksam über eine bestimmte Zeit (z. B. Hilfsfrist der Feuerwehr) verhindert werden, so dass Folgeschäden an den nicht vom Brand betroffenen Objekten ausgeschlossen sind.
- Ein Brand in einem definierten Teilbereich eines Objekts muss so gelöscht werden, dass kein hoher verhältnismäßiger Sachschaden entsteht.